# Đan Phượng, Thương Lạc
Đan Phượng (丹凤县) là một huyện thuộc địa cấp thị Thương Lạc, tỉnh Thiểm Tây, Trung Quốc. Đan Phượng có 21 trấn, 206 thôn, 300.000 dân. Huyện lỵ đóng ở trấn Long Cẩu Trại. Nông lâm nghiệp là ngành nghề chủ yếu của huyện này. Thời Chiến Quốc, đây là vùng đất thuộc nhà Tần với tên Thương Ấp, sau khi Tần thống nhất Trung Quốc lập Thương huyện.
Huyện này có diện tích 2438 km². Cảnh quan chủ yếu là núi non với khí hậu ẩm gió mùa.